# Hunter S. Thompson
Hunter Stockton Thompson (ur. 18 lipca 1937 w Louisville, zm. 20 lutego 2005 w Woody Creek) – amerykański dziennikarz i autor książek.
Piewca i jedna z czołowych postaci stylu dziennikarskiego określanego mianem gonzo, będącego nową formą pisania bardzo subiektywnych relacji pomieszanych z fikcją i autentycznymi odczuciami autora tekstu, ikona kontrkultury lat 60. XX w.

## Życiorys
Pisywał dla największych czasopism amerykańskich: „New York Timesa”, „Rolling Stone”, „Playboya”. Na podstawie jego najsłynniejszej książki został nakręcony film Las Vegas Parano, w którym epizodyczną rolę zagrał sam autor książki. Był zwolennikiem legalizacji marihuany, krytykiem polityki Richarda Nixona i George’a W. Busha, startował w wyborach na szeryfa w Aspen w stanie Kolorado.
Przyjacielem Thompsona i miłośnikiem jego twórczości był Johnny Depp a ilustratorem Ralph Steadman. 
Tłumaczenie Fear and Loathing in Las Vegas na język polski ukazało się w czerwcu 2008 pod tytułem Lęk i odraza w Las Vegas.
Raoul Duke to pseudonim literacki Huntera Thompsona, ale także postać fikcyjna – alter ego Thompsona, narrator i antybohater wielu jego opowiadań, powieści i artykułów.

### Śmierć
20 lutego 2005, mając na koncie wiele osiągnięć dziennikarskich, Thompson popełnił samobójstwo strzałem w głowę z pistoletu Smith & Wesson 645, załadowanego amunicją typu.45 ACP (Automatic Colt Pistol), który był jedną z ulubionych broni palnych Thompsona. Zostawił list w którym napisał: 
„Nigdy więcej gier. Koniec z bombami. Koniec z chodzeniem. Koniec z zabawą. Koniec z pływaniem. 67. To 17 lat po 50-tce. 17 więcej niż potrzebowałem lub chciałem. Nuda. Zawsze jestem wredny. Żadnej zabawy - dla nikogo. 67. Stajesz się chciwy. Zachowuj się jak na swój wiek przystało. Spokojnie - to nie będzie bolało."
Juan Thompson znalazł ciało swojego ojca. Zgodnie z raportem policyjnym, zadzwonił do biura szeryfa pół godziny później, a następnie wyszedł na zewnątrz i oddał trzy strzały w powietrze, aby „zaznaczyć odejście ojca". W raporcie policyjnym stwierdzono, że w maszynie do pisania Thompsona znajdowała się kartka papieru z datą "22 lutego '05" i jednym słowem "doradca".
20 sierpnia 2005 jego prochy zostały wystrzelone z armaty o kształtach logo gonzo (zaciśnięta pięść trzymająca dojrzały pejotl), przy dźwiękach piosenki Mr. Tambourine Man Boba Dylana.

## Publikacje
- Dzienniki rumowe (The Rum Diary, A Novel) (powieść zaczęta w 1960, opublikowana dopiero w 1998; polskie tłumaczenie ukazało się w 2010)
- Hell's Angels, Anioły piekieł (Hell’s Angels, A Strange and Terrible Saga of the Outlaw Motorcycle Gang), 1966; polskie tłumaczenie z 2016
- Lęk i odraza w Las Vegas (Fear and Loathing in Las Vegas, A Savage Journey to the Heart of the American Dream]), 1972 (I opublikowana w dwóch częściach w „Rolling Stone Magazine” w XI 1971 pod pseudonimem Raoul Duke; opublikowana w Polsce w 2008)
- Fear and Loathing: On the Campaign Trail '72, 1973 (pierwotnie publikowana w 1972 jako seria reportaży w Rolling Stone Magazine)
- Gonzo Papers, Vol. 1: The Great Shark Hunt: Strange Tales from a Strange Time, 1979 (zbiór wczesnych artykułów i innych tekstów – do lat 70. XX w.)
- The Curse of Lono, 1983
- Gonzo Papers, Vol. 2: Generation of Swine: Tales of Shame and Degradation in the ’80s, 1988 (zbiór felietonów pisanych dla San Francisco Examiner w latach 80.)
- Gonzo Papers, Vol. 3: Songs of the Doomed: More Notes on the Death of the American Dream, 1990 (zbiór listów, artykułów itp., frag. powieści Prince Jellyfish i The Rum Diary)
- Screw-jack: and other stories 2000 (zbiór trzech krótkich opowiadań – poza tytułowym, Death of a Poet i Mescalito, wcześniej zamieszczonym w Songs of the Doomed)
- Gonzo Papers, Vol. 4: Better Than Sex: Confessions of a Political Junkie, 1994 (traktująca głównie o wyborze Billa Clintona na prezydenta)
- The Fear and Loathing Letters, Vol. 1: The Proud Highway: The Saga of a Desperate Southern Gentleman 1955-1967, 1997 (I tom listów z młodzieńczych lat twórczości)
- Mistah Leary – He Dead, 1997 (kolekcjonerskie wydanie panegiryku na cześć Timothy’ego Leary opublikowanego pierwotnie w „Rolling Stone Magazine” z okazji jego śmierci)
- The Fear and Loathing Letters, Vol. 2: Fear and Loathing in America: The Brutal Odyssey of an Outlaw Journalist 1968-1976, 2000
- Królestwo lęku (Kingdom of Fear: Loathsome Secrets of a Star-Crossed Child in the Final Days of the American Century), 2003 (quasiautobiografia); polskie tłumaczenie z XII 2019
- Hey Rube: Blood Sport, the Bush Doctrine, and the Downward Spiral of Dumbness Modern History from the Sports Desk, 2004 (zbiór esejów pisanych dla portalu ESPN)
- GONZO: Photographs, 2006 (album pochodzących z lat 60. i 70. fotografii autorstwa Huntera Thompsona ze wstępem Johnny’ego Deppa)
- The Mutineer: Rants, Ravings, and Missives from the Mountaintop 1977-2005 (trzeci, ostatni tom listów)

## Filmy oparte na prozie Huntera S. Thompsona

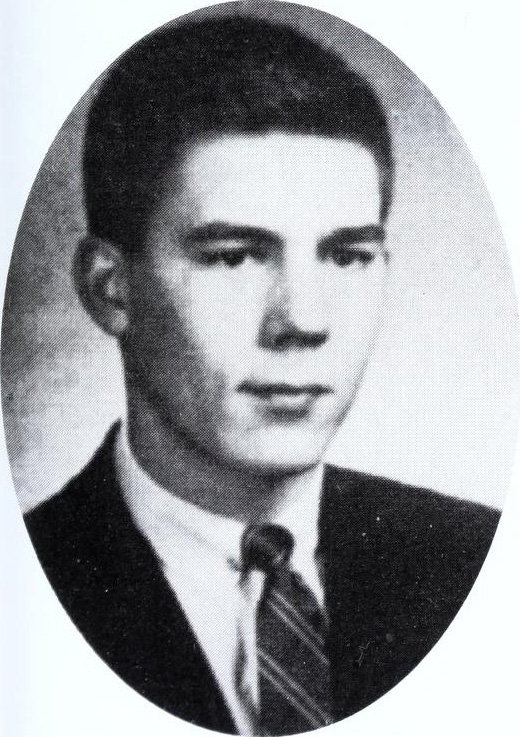
Thompson w szkole średniej

- Tam wędrują bizony (1980)
- Las Vegas Parano (1998)
- Dziennik zakrapiany rumem (2011)